# Ed Helms
Edward "Ed" Parker Helms (Atlanta, 24 januari 1974) is een Amerikaans komiek en acteur. Hij won in 2008 een Screen Actors Guild Award samen met de gehele cast van The Office US, waarin hij sinds september 2006 in 163 afleveringen Andy Bernard speelde. Ook verscheen hij als pseudocorrespondent in 480 afleveringen (2001-2006) van het satirische The Daily Show with Jon Stewart.
Helms maakte in 2004 zijn film- en acteerdebuut als Bunker McLaughlin in de paintballkomedie Blackballed: The Bobby Dukes Story. Sindsdien schreef hij meer dan tien andere films. Doorgaans verschijnt hij daarbij in een bijrolletje, soms niet eens bij naam genoemd (bijvoorbeeld als nieuwsverslaggever ter plekke bij de ark in Evan Almighty). Een enkele keer speelt Helms een van de hoofdpersonages, zoals Stu Price in The Hangover.
Daarnaast speelt Helms de banjo.

## Filmografie
*Exclusief televisiefilms
- Coffee & Kareem (2020) - James Coffee
- Tag (2018) - Hogan "Hoagie" Malloy
- Captain Underpants: The First Epic Movie (2017) - Mr.Krupp/Captain Underpants
- Vacation (2015) - Rusty Griswold
- We're the Millers (2013) - Brad Gurdlinger
- The Hangover Part III (2013) - Dr. Stu Price
- The Lorax (2012) - The Once-ler (stem)
- The Hangover Part II (2011) - Dr. Stu Price
- Jeff, Who Lives at Home (2011) - Pat
- Cedar Rapids (2011) - Tim Lippe
- The Goods: Live Hard, Sell Hard (2009) - Paxton Harding
- The Hangover (2009) - Dr. Stu Price
- Night at the Museum: Battle of the Smithsonian (2009) - Museum Worker
- Monsters vs. Aliens (2008, stem) - News Reporter
- Manure (2008) - Chet Pigford
- Lower Learning (2008) - Maurice
- Harold & Kumar Escape from Guantanamo Bay (2008) - Interpreter
- Meet Dave (2008) - Number 2
- Semi-Pro (2007) - Turtleneck
- Confessions of a Shopaholic (2007) - Garret E. Barton
- Walk Hard: The Dewey Cox Story (2007) - Stage Manager
- I'll Believe You (2007) - Leon
- Evan Almighty (2006) - Ark Reporter
- Everyone's Hero (2006, stem) - Hobo Louie
- Zombie-American (2005) - Glen de zombie
- Blackballed: The Bobby Dukes Story (2004) - Bunker McLaughlin

## Televisieseries
- Aunty Donna's Big Ol' House of Fun - Egg Helms (2020, 1 aflevering)
- Brooklyn Nine-Nine - Jack Danger (2014, 1 aflevering)
- The Office US - Andy Bernard (2006-2013, 163 afleveringen)
- Childrens' Hospital - Dr. Ed Helms (2008, 4 afleveringen)
- American Dad! - Mr. Buckley (2008, 1 aflevering)
- Samurai Love God - Samurai Love God (stem) (2006, 8 afleveringen)
- Cheap Seats: Without Ron Parker - Bradley Wallace (2004, 2 afleveringen)
- The Daily Show - Correspondent (2002-2006, 480 afleveringen)